# لایزنگان
لایزنگان، روستایی در دهستان رستاق بخش رستاق شهرستان داراب در استان فارس ایران است. این روستا، مرکز دهستان رستاق است.
این روستا در فاصله ۷۵ کیلومتری شهر داراب و ۳۵ کیلومتری رستاق (مرکز بخش) قرار دارد.

## زبان و گویش
مردم لای زنگان به گویش لازینگانی سخن می گویند،زبان مردم این روستا را لری می دانند.به گفتهی آقای سلامی »گویش لایزنگانی گویشی لری است که بیش از دویست سال است از سرزمین مادری خود - کهگیلویه و بویر احمد - دور افتاده است.

## جمعیت
بر پایه سرشماری عمومی نفوس و مسکن در سال ۱۳۹۵، جمعیت این روستا برابر با ۱٬۹۹۹ نفر (۶۳۹ خانوار) بوده است.